# Guilherme Sampaio
Guilherme de Figueiredo Sampaio (Fortaleza, 16 de dezembro de 1970) é um contador e político brasileiro. Atualmente é deputado estadual do Ceará pelo Partido dos Trabalhadores (PT).

## Biografia
Natural de Fortaleza, Guilherme Sampaio é graduado em Ciências Contábeis pela Universidade Federal do Ceará (UFC), pós-graduado em Administração de Recursos Humanos pela Universidade Mogi das Cruzes, em São Paulo, e mestrando em Ciências Políticas da Universidade de Lisboa. 
Desde 2019, é o presidente do Partido dos Trabalhadores de Fortaleza.

## Carreira política
Em 2004, foi eleito vereador, sendo líder da prefeita Luizianne Lins (PT), durante o primeiro mandato da petista. 
Em 2015, licenciou-se por 13 meses para assumir a Secretaria da Cultura do Estado do Ceará, retornando à Câmara Municipal de Fortaleza no ano seguinte. 
Nas eleições de 2018, ficou como suplente de deputado estadual, assumindo o mandato em agosto de 2021. 
Nas eleições de 2022, ficou novamente como suplente de deputado estadual. Em março de 2023, assumiu o mandato, permanecendo até o presente momento. 